# Herb gminy Mściwojów
Herb gminy Mściwojów – jeden z symboli gminy Mściwojów.

## Wygląd i symbolika
Herb przedstawia na tarczy starofrancuskiej pokrytej czerwono – srebrną siedmiorzędową szachownicą w osiem cegieł czerwonych i srebrnych (występującą w herbie księstwa brzesko-legnickiego) dwie gałązki winorośli z zielonymi liściami i błękitnymi gronami. 